# Jonas de Geus
Jonas de Geus (29 april 1998) is een Nederlands hockeyer die sinds 2019 uitkomt voor SV Kampong. Voorheen speelde hij voor Almere.
De Geus debuteerde in 2017 in de nationale ploeg in een oefenwedstrijd tegen Zuid-Afrika en in datzelfde jaar werd hij geselecteerd voor deelname aan het Europees Kampioenschap, zijn eerste grote titeltoernooi.
Met het nationale team behaalde hij onder meer goud op het Europees kampioenschap 2017 en zilver op het wereldkampioenschap 2018.

## Erelijst
- Europees kampioenschap 2017 Amstelveen, Nederland
- Wereldkampioenschap 2018 Bhubaneswar, India
- Champions Trophy 2018 Breda, Nederland
- Hockey Pro League 2019 Amstelveen, Nederland
- Europees kampioenschap 2019 Antwerpen, België
- Europees kampioenschap 2021 Amstelveen, Nederland
- Europees kampioenschap 2023, Mönchengladbach, Duitsland

Seve van Ass · 
Billy Bakker · 
Lars Balk · 
Pirmin Blaak · 
Thierry Brinkman · 
Jorrit Croon · 
Thijs van Dam · 
Jonas de Geus · 
Jeroen Hertzberger · 
Jip Janssen · 
Robbert Kemperman · 
Joep de Mol · 
Mirco Pruyser ·  
Glenn Schuurman · 
Mink van der Weerden · 
Sander de Wijn · 
Coach: Max Caldas
Seve van Ass ·  
Lars Balk ·  
Koen Bijen ·  
Pirmin Blaak ·  
Justen Blok ·  
Thierry Brinkman ·  
Jorrit Croon ·  
Thijs van Dam ·  
Jonas de Geus ·  
Steijn van Heijningen ·  
Tjep Hoedemakers ·  
Jip Janssen ·  
Floris Middendorp ·  
Joep de Mol ·  
Duco Telgenkamp ·  
Derck de Vilder ·  
Floris Wortelboer ·  
Steijn van Heijningen (invaller) ·  
Tijmen Reyenga (invaller) ·
Coach: Jeroen Delmee